# هورست دروزه
هورست دروزه (انگلیسی: Horst Dröse؛ زادهٔ ۲۳ نوامبر ۱۹۴۹) بازیکن هاکی روی چمن اهل آلمان غربی بود.